# Huergina diazromerali
Genre
Espèce
Huergina diazromerali, unique représentant du genre Huergina, est une espèce fossile d'araignées aranéomorphes de la famille des Tetragnathidae.

## Distribution
Cette espèce a été découverte à Las Hoyas en Castille-La Manche en Espagne. Elle date du Crétacé.

## Étymologie
Cette espèce est nommée en l'honneur d'Armando Diaz-Romeral Romero.
Ce genre est nommé en référence au lieu de sa découverte, la Formation La Huérguina.

## Publication originale
- Selden & Penney, 2003 : Lower Cretaceous spiders (Arthropoda: Arachnida: Araneae) from Spain. Neues Jahrbuch für Geologie und Paläontologie, Monatshefte, vol. 2003, no 3, p. 175–192 (texte intégral).